# Еґфріт (король Мерсії)
Еґфріт (*Ecgfrith, д/н —17 грудня 796) — король Мерсії з липня до грудня 796 року.

## Життєпис
Походив з династії Ікелінгів. Син Оффи, короля Мерсії, та Кінефрит. Про дату народження нічого невідомо. Вперше згадується у хроніках 770 року. Замолоду брав участь у державних справах та походах батька.
Для зміцнення влади свого роду Оффа коронував Еґфріта у 787 році, взявши за аналог франкську традицію коронації сина за життя батька. З цього моменту був офіційним співкоролем Оффи. Про діяльність власне Еґфріта в цей час майже нічого невідомо.
У 796 році після смерті батька стає одноосібним володарем Мерсії. Втім на цей час він був хворий. Хвороба короля лише посилювалася. Зрештою через 141 день панування Еґфріт помер у грудні того ж року. Йому спадкував далекий родич Кенвульф.